# Ladainha
Ladainha is een gemeente in de Braziliaanse deelstaat Minas Gerais. De gemeente telt 17.195 inwoners (schatting 2009).

## Aangrenzende gemeenten
De gemeente grenst aan Itaipé, Malacacheta, Novo Cruzeiro, Poté, Setubinha en Teófilo Otoni.